# بيرت ستيفنز
بيرت ستيفنز (بالإنجليزية: Bert Stephens)‏ (13 مايو 1909 في المملكة المتحدة - 1 سبتمبر 1987 في المملكة المتحدة) هو لاعب كرة قدم بريطاني (وحمل سابقاً جنسية المملكة المتحدة لبريطانيا العظمى وأيرلندا) في مركز الهجوم. لعب مع برايتون أند هوف ألبيون ونادي برينتفورد.